# Acarna
Acarna – rodzaj pluskwiaków z rodziny Lophopidae i podrodziny Menoscinae.
Rodzaj ten opisany został w 1863 roku przez Carla Ståla. Jego gatunkiem typowym wyznaczono Acarna rostrifera. W 2012 roku Aleksandr Jemieljanow podzielił ten rodzaj na dwa podrodzaje: nominatywny A. (Acarna) i monotypowy A. (Acarnana).
Pluskwiaki te mają na głowie żeberka oczne oraz czoło z bocznymi krawędziami o żeberkowaniu zanikłym na wysokości policzków. Nadustek bez żeberek bocznych. Odległość między okiem złożonym a szwem czołowym w widoku bocznym przynajmniej taka jak średnica tego oka. Przednie skrzydła (tegminae) są przezroczyste na co najmniej 60% powierzchni; ich żyłki kostalne nie są widocznie odgraniczone od krawędzi kostalnych. Tylne odnóża o pierwszym członie stóp opatrzonym kolcami wierzchołkowymi, tworzącymi trójkątną przestrzeń.
Rodzaj znany z Irianu Zachodniego i Papui-Nowej Gwinei.
Należą tu 2 podrodzaje i 3 opisane gatunki:
- Acarna (Acarna) Stål, 1863
  - Acarna fulgoroides Emeljanov, 2012
  - Acarna rostrifera Stål, 1863
- Acarna (Acarnana) Emeljanov, 2012
  - Acarna karnyi Baker, 1925